# Superstitionia donensis
Superstitionia donensis ist eine Skorpionart in der monotypischen Familie Superstitioniidae. Sie ist die einzige Art der damit ebenfalls monotypischen Gattung Superstitionia. Benannt ist sie nach den Superstition Mountains nahe Phoenix, in denen der Erstbeschreiber die Art gefunden hat.

## Merkmale
Superstitionia donensis ist ein kleiner Skorpion, adulte Tiere erreichen eine Länge von etwa 25 bis 30 mm. Sein Körper ist glänzend gelb bis orangebraun und unregelmäßig dämmrig schwarz gefleckt. Die Finger der Pedipalpen sind kurz, bei den Männchen zeigt sich bei geschlossener Chela eine große Lücke zwischen den Fingern.

## Verbreitung, Lebensraum und Lebensweise
Superstitionia donensis ist ein Endemit des südlichen Arizona und Niederkaliforniens. Er bewohnt Wüsten, Halbwüsten und steinige Hügel. Superstitionia donensis scheint eine wichtige Rolle als Prädator in der Verwertungsgemeinschaft in abgestorbenen Agaven zu spielen.

## Systematik
2009 transferierten Vignoli & Prendini alle troglomorphen Arten (also Arten mit der Morphologie von Höhlenbewohnern (troglophil)) von der Familie Superstitioniidae zur Familie Typhlochactidae. Superstitioniidae ist damit mit einer Gattung und einer Art monotypisch.